# 1137 (szám)
Az 1137 (római számmal: MCXXXVII) az 1136 és 1138 között található természetes szám.

## A szám a matematikában
A tízes számrendszerbeli 1137-es a kettes számrendszerben 10001110001, a nyolcas számrendszerben 2161, a tizenhatos számrendszerben 471 alakban írható fel.
Az 1137 páratlan szám, összetett szám, félprím. Kanonikus alakja 31 · 3791, normálalakban az 1,137 · 103 szorzattal írható fel. Négy osztója van a természetes számok halmazán, ezek növekvő sorrendben: 1, 3, 379 és 1137.
Az 1137 huszonnégy szám valódiosztó-összegeként áll elő, ezek közül legkisebb a 2529.

## Csillagászat
- 1137 Raïssa kisbolygó